# Рана Бахадур Шах
Рана Бахадур Шах (непальск. रण बहादुर शाह; 25 мая 1775, Басантапур, Непал — 25 апреля 1806, там же) — король Непала с 17 ноября 1777 по 8 марта 1799 года. Второй премьер-министр Непала.

## Биография
Неожиданная смерть Пратапа Сингха Шаха, старшего сына Притхвинараяна, серьезно подорвала формирующееся непальское государство. Преемником Пратапа Сингха стал его сын Рана Бахадур Шах, которому на тот момент было два с половиной года. Исполняющим обязанности регента до 1785 года была королева Раджендралакшми, за ней последовал Бахадур Шах, второй сын Притхвинараяна. Тибетско-непальская война вынудила Бахадур Шаха временно занять пробританскую позицию, что привело к заключению торгового договора с британцами в 1792 году.

## Смерть
25 апреля 1806 года Рана Бахадур был обезглавлен своим сводным братом Шер Бахадур Шахом. За смертью Раны Бахадура последовала резня в Бхандархале.